# Here I Go
«Here I Go» (originalmente titulada «Boom Tune») es una canción compuesta por el músico inglés Syd Barrett y es la sexta pista de su primer álbum como solista, The Madcap Laughs.
La canción cuenta la historia en la que la novia del narrador lo deja porque "a big band is far better" (del inglés, "una banda grande es mucho mejor") que él mismo. Él trata de ganarla de vuelta escribiéndole una canción, pero cuando llega a su casa para mostrársela, se termina enamorando de la hermana.